# Perilampus noemi
Perilampus noemi är en stekelart som beskrevs av Nikol'skaya 1952. Perilampus noemi ingår i släktet Perilampus och familjen gropglanssteklar. Inga underarter finns listade i Catalogue of Life.